# Supermarine Sea Lion II
Supermarine Sea Lion II var ett brittiskt sjöflygplan som tillverkades av Supermarine för att delta i 1922 års upplaga av tävlingen om Schneidertrofén, en tävling som den också vann.

## Historik
Sea Lion II var till det yttre lik sin föregångare, men var i själva verket ett helt annat flygplan designat av Reginald Joseph Mitchell. Den var mer strömlinjeformad och något mindre vilket gjorde att den kunde uppnå högre hastighet trots att den hade samma motor. Flygplanet som fick registreringsbokstäverna G-EBAH och flögs av Henri Biard vann tävlingen om Schneidertrofén 1922 med en medelhastighet av 234,5 km/h.
Inför nästa års tävling 1923 utrustades flygplanet med en starkare motor, kortade vingar och andra förbättringar och kallades efter det Sea Lion III. Trots förbättringarna fick den se sig slagen av den amerikanska Curtis CR-3. Efter tävlingen lämnades flygplanet över till Royal Air Force, men den starka motorn gjorde flygplanet svårfluget och det totalhavererade i juni 1924. Därmed upphörde också Supermarines satsning på flygbåtar och Mitchell inriktade sig i stället på att konstruera vad som skulle bli Supermarine S.4.